# فروشگاهی برای قاتلان
فروشگاهی برای قاتلان (انگلیسی: A Shop for Killers; کره‌ای: 킬러들의 쇼핑몰) یک مجموعه تلویزیونی اینترنتی محصول کره جنوبی با بازی لی دونگ ووک و کیم هه جون است. این مجموعه بر پایه رمان مرکز خرید قاتل اثر کیم جی یونگ است و داستان دختری که والدینش را از دست داد و توسط عمویش بزرگ شد را روایت می‌کند. فروشگاهی برای قاتلان از ۱۷ ژانویه تا ۷ فوریه ۲۰۲۴ در دیزنی پلاس در مناطق منتخب و در هولو در ایالات متحده پخش شد.

## بازیگران

### اصلی
- لی دونگ ووک در نقش جونگ جی مان: مردی که مخفیانه یک مرکز خرید غیرمعمول به نام "Murthehelp" را اداره می کند و از زمان از دست دادن والدینش، خواهرزاده خود، جی آن را بزرگ می کند [۳]
- کیم هه جون در نقش جونگ جی آن: دختر جوانی که پس از از دست دادن والدینش با عموی غیرمعمولش بزرگ شد[۳]

### نقش مکمل
- و هیون وو در نقش لی سونگ جو: یک تک تیرانداز خونسرد و درجه یک.
- جو هان سان در نقش بیل: شرور بدنامی که قاتلان دیگر از او می ترسند.
- پارک جی بین در نقش بائه جونگ مین: همکلاسی جی آن که با مهارت های هک عالی خود هویت مرکز خرید را کشف می کند.
- گئوم هئنا در نقش سو مین هی: یک قاتل کلاس S که در اسلحه، چاقو و همه چیز و همچنین مبارزه با بند انگشت برهنه تخصص دارد
- لی ته یونگ در نقش برادر: یک کار نیمه وقت مشکوک که بدون اینکه کسی بداند مرکز خرید پر از اسرار را مدیریت می کند.
- کیم مین در نقش پسین: معلم موی تای جی آن و همکار قدیمی جین من

### دیگران
- آن گیل کانگ در نقش لی یونگ هان: رهبر بابل، یک سازمان مزدور.
- پارک جونگ وو در نقش هوندا: لال که همکار جین من و برادر بزرگتر برادر است.
- جونگ یی هون در نقش جون چئول: عضوی از تیم مزدور که به جین من اعتماد می کند و آن را دنبال می کند.
- کیم جون بائه در نقش آقای کیم: قاتلی که سختی های زیادی را پشت سر گذاشته است.
- هان چول وو در نقش پدر جی آن
- آهنگ آه کیونگ در نقش مادر جی آن
- هوانگ دونگ هیون در نقش کوما: عضوی از تیم مزدور که توسط سونگ جو استخدام شده است.
- کانگ هی سه و کانگ هی جه در نقش دو قاتلان.
- پارک سانگ وون در نقش کیم سونگ هوان: یک مزدور جدید برای بابل.
- هوانگ دائ کی در نقش بونگو

## داستان
سریال فروشگاهی برای قاتلان داستان جونگ جی آن با بازی (کیم هه جون) است که پس از تماس پلیس با او از خودکشی عمویش جونگ جی‌مان با بازی (لی دونگ ووک) که قیم او بوده مطلع می‌شود. جی آن از خودکشی عمویش متعجب می‌شود زیرا می‌داند که او آدمی نبوده که خودش را بکشد. پس از آن جی آن با اتفاقات عجیبی روبرو می‌شود و هدف قاتلان قرار می‌گیرد و او حالا در تلاش است که زنده بماند تا از حقیقت سر در بیاورد.